# Волынкина, Тамара Александровна
Тамара Александровна Волынкина (16 июня 1948) — советская и российская театральная актриса, режиссёр, народная артистка России (2006), главный режиссёр Мурманского областного театра кукол до 2015 года.

## Биография
Родилась 16 июня 1948 года в городе Ачинске Красноярского края. 
Завершила обучение в Ленинградском институте театра, музыки и кинематографии (кафедра артистов театра кукол, курс заслуженного артиста РСФСР Л.А.Головко, 1970).
После этого начала свою трудовую актёрскую деятельность и связала себя на долгие годы с Мурманским театром кукол. Сыграла множество ролей.
Участница Всероссийских и международных фестивалей (Тверь, Архангельск, Вологда, Иванов, Санкт-Петербург).
В 1992 по 2015 годы работала в должности главного режиссераМурманского областного театра кукол, наладила работу и сумела вывести театр из кризиса.
С 2001 года - председатель Мурманского регионального отделения Союза театральных деятелей РФ.

## Награды
- Народная артистка России (24.03.2006).
- Заслуженный артист РСФСР (01.02.1983).

## Работы в театре
Мурманский областной театр кукол - театральная работа
- Министр Нежных Чувств («Голый король»)
- Бармалей («Айболит»)
- Буратино («Золотой ключик»)
- Старуха Шапокляк («Мы играем в Чебурашку»)
- Якоб («Карлик Нос»)
- Ева («Божественная комедия»)

Мурманский областной театр кукол - постановочная работа
- «3абыть Герострата»
- «Вторая смерть Жанны д'Арк»
- «Кто устроил балаган?»
- «Сказки в ладошке»
- «Крылья Дюймовочки» (победитель международного фестиваля детских театров в г. Суботица, Югославия, 2003)

## Фильмография
Тамара Волынкина имеет одну работу в кино:
- 2004 — Конвой PQ-17 (телесериал), актриса Полина.